# Piquier
Les piquiers sont des fantassins du Moyen Âge tardif et de la Renaissance armés d'une lance très longue appelée pique. Ils forment la base des armées de ces deux époques au sein desquelles ils sont secondés par des hallebardiers, plus mobiles. Au XVIIIe siècle, les piquiers sont progressivement remplacés par des soldats munis de fusils à baïonnette.

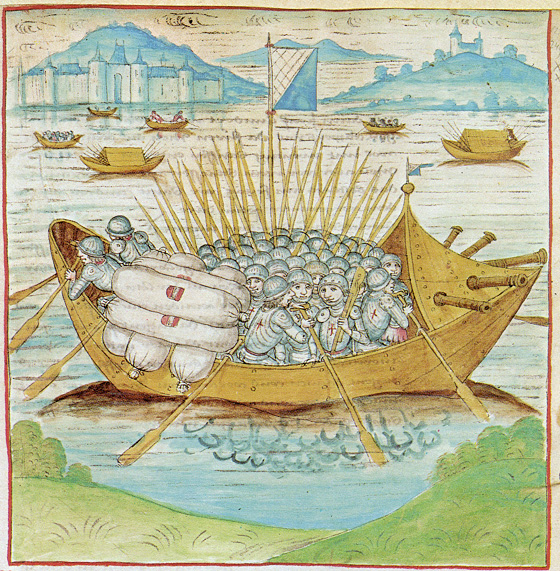
Piquiers de Zurich, chronique de Diebold Schilling le Vieux

## Origines
Les piquiers sont les héritiers des porteurs de sarisses macédoniens qui forment les phalanges de Philippe II de Macédoine et d'Alexandre le Grand ainsi que de tous les souverains de l'époque hellénistique.
Fantassins armés d'une pique longue de plusieurs mètres, ils constituent la base des armées de la fin du Moyen Âge et de la Renaissance. Ils sont apparus dès le début du XIVe siècle chez les Écossais et les Flamands. Mais les plus réputés furent certainement les Suisses. Leur principale fonction est de bloquer les charges de cavalerie.

## Renaissance

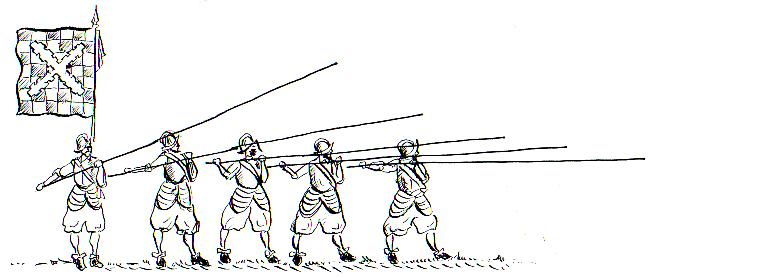
La bataille de Flodden Field (9 septembre 1513) a montré l'inadéquation des piquiers sur un terrain escarpé, et la supériorité des hallebardiers dans ces conditions.

Ils sont alors au centre de l'évolution militaire qui caractérise la Renaissance : les généraux s'inspirant de l'Antiquité et des formations suisses provoquent un retour de l'infanterie comme base de la puissance militaire, au détriment des gendarmes (homme d'arme à cheval formant la cavalerie lourde des armées). En effet, les formations compactes de fantassins armés de piques sont désormais capables de mettre en échec les charges de cavalerie lourde, qui restaient à l'époque un des atouts majeurs des batailles.
Deux éléments sont à l'origine de l'adoption des tactiques suisses comme fondement de l'infanterie nouvelle qui s'ébauchait dans toute l'Europe. D'une part, à partir de la fin du XVe siècle, certains observateurs et réformateurs humanistes remarquèrent le lien entre le carré de piquiers suisse et ses équivalents antiques, phalanges grecque ou formation romaines. D'autre part, les Suisses se firent les ambassadeurs de ce qui était devenu, notamment après leurs victoires de Grandson (mars 1476) et de Morat (juin 1476) contre les Bourguignons, une référence en matière de combat : venant d'un pays pauvre, des milliers de mercenaires helvétiques gagnaient leur vie en combattant à l'étranger.
Au printemps de 1480, Louis XI réunit en Picardie 10 000 aventuriers et 2 500 pionniers, destinés à remplacer la milice des francs-archers et à être entretenus d'une manière permanente.

Ce sont les bandes françaises, une nouvelle infanterie commandée par Philippe de Crèvecœur, sire d'Esquerdes, copiées sur le modèle des bandes suisses, composées de hallebardiers et de piquiers.
Ainsi naîtront, par mimétisme des pratiques suisses, les premières ébauches d'armées nationales.
Ainsi, François Ier réorganise son infanterie sur une base territoriale par l'ordonnance du 24 juillet 1534. Bourgogne, Champagne, Guyenne, Languedoc, Normandie, Picardie, Dauphiné et Provence doivent chacun fournir 6 000 recrues destinées à la formation d'une « légion » (terme directement repris de l'antiquité romaine).
Au cours du XVIe siècle on adjoint aux formations de piquiers des unités d'arquebusiers (les plus célèbres sont les tercios espagnols).

## Évolution
Ils disparaissent à partir du XVIIIe siècle notamment à cause de l'invention de la baïonnette à douille qui permet au fantassin de tirer tout en disposant d'une arme équivalente à la pique. Plus polyvalents et moins complexes à déployer, les régiments de fusiliers supplantent les anciennes formations de mousquetaires et de piquiers.